# 楊昱泓
楊昱泓（1968年12月14日—），台灣古典吉他演奏家。

## 生平
1968年出生於台灣澎湖縣，就讀於國立屏東科技大學時期，接觸到古典吉他，師事謝佳樺老師。於大學畢業前夕，發表了個人生平第一場吉他獨奏會。
1995年赴巴黎留學，進入巴黎師範音樂學院（École Normale de Musique de Paris），隨著法國吉他家Genevieve Chanut教授學習古典吉他；1998考進國立卡尚音樂學院（École nationale de musique de Cachan），主修古典吉他及室內樂。2000年取得國立卡尚音樂學院的古典吉他最高等演奏文憑，及室內樂最高等演奏金牌獎文憑，並於國立卡尚音樂學院的馬勒演奏廳舉辦個人獨奏會。
2000年回到台灣，加入了台北古典吉他合奏團及龍門室內樂團擔任首席，開始積極投入台灣古典吉他的行列，與台灣古典吉他樂團三次登上國家音樂廳；2005年3月與台灣吉他交響樂團的「百人吉他大合奏」，聚集了台灣北、中、南地區各吉他學派，以全場合奏的方式於台北國家音樂廳公演，創下台灣吉他史上合奏人數最多的紀錄。
2006年11月成立「吉他印象室內樂團」擔任音樂總監，開創了新的吉他樂團印象，定期於台灣舉辦巡迴演出，並於2009年發行了「喆喆稱奇」有聲作品。
楊昱泓自法留學回國後，對於台灣古典吉他教育事業傾注一份心力，為台灣古典吉他界所作的貢獻有目共賭；2004年出版台灣第一本附示範演奏影像版樂譜集-「古典吉他名曲大全」，一手包辦策劃、選曲、演奏、註解，成為台灣古典吉他創新教材的第一人。2006出版台灣第一本古典吉他學習有聲影音書-「樂在吉他」。2010年陸續發行「古典吉他名曲大全」(三)、「古典吉他名曲大全」新版(一)，於台灣、香港、中國大陸地區發行。其中Antonio Cano一曲「Waltz」，被日本北海道美幌音樂人加藤雅夫引用為示範演奏影片。

## 相關經歷
- 台北古典吉他合奏團首席
- 龍門吉他室內樂團首席
- 吉他印象室內樂團音樂總監
- 台灣吉他學會秘書長
- 台灣吉他聯合交響樂團首席
- 台北市教師研習中心古典吉他講師
- 各項吉他大賽評審老師
- 真理大學音樂系講師
- 淡江中學音樂班指導老師
- 台灣吉他學會常務理事
- 泰雷嘉吉他樂集指導老師[7]
- 士林社區大學古典吉他講師
- 大安社區大學古典吉他講師

## 有聲作品
| 年份   | 作品名稱                   | 演出             | 出版         |
| ------ | -------------------------- | ---------------- | ------------ |
| 2009年 | 「喆喆稱奇」Amazing Guitar | 吉他印象室內樂團 | 喜馬拉雅音樂 |

## 著作
| 年份   | 著作名稱                             | 出版             |                    |
| ------ | ------------------------------------ | ---------------- | ------------------ |
| 2004年 | 古典吉他名曲大全（二）（CD+DVD）     | 麥書國際文化出版 | ISBN 9789866787164 |
| 2006年 | 樂在吉他-古典吉他有聲書（CD+DVD）    | 麥書國際文化出版 | ISBN 9789865952051 |
| 2010年 | 古典吉他名曲大全（三）（CD+DVD）     | 麥書國際文化出版 | ISBN 9789866787614 |
| 2013年 | 新版古典吉他名曲大全（一）（CD+DVD） | 麥書國際文化出版 | ISBN 9789865952273 |

## 外部連結
- 樂在吉他一楊昱泓老師的古典吉他

1. ↑  .   [2017-03-16]. （原始内容存档于2021-01-20）.
2. ↑  .   [2017-03-16]. （原始内容存档于2017-03-17）.
3. ↑  台灣吉他交響樂團-百人吉他大合奏
4. ↑  .   [2017-03-16]. （原始内容存档于2017-04-06）.
5. ↑  .   [2017-03-16]. （原始内容存档于2017-03-17）.
6. ↑  .   [2017-04-16]. （原始内容存档于2019-04-07）.
7. ↑  .   [2017-03-16]. （原始内容存档于2017-03-17）.